# Kolbeinsvik
Kolbeinsvik est un village de Norvège dans le Vestland sur l’île de Rostøy.
Sa population était de 481 habitants en 2001.